# Chibchea aberrans
Chibchea aberrans är en spindelart som först beskrevs av Chamberlin 1916.  Chibchea aberrans ingår i släktet Chibchea och familjen dallerspindlar.
Artens utbredningsområde är Peru. Inga underarter finns listade i Catalogue of Life.